# Євдокимов Володимир Миколайович
Володимир Миколайович Євдокимов (нар. 6 листопада 1960, Харків) — український міліціонер. З 5 березня 2014 року — перший заступник Міністра внутрішніх справ України.
Генерал-полковник міліції, кандидат юридичних наук.

## Освіта
Закінчив Харківський авіаційний інститут (1983), Українську юридичну академію (1991), Українську академію внутрішніх справ (1995).

## Трудова діяльність
З 1983 по 1985 роки служив у Збройних силах.
Службу в органах внутрішніх справ розпочав у 1986 році міліціонером патрульно-постової служби міліції УВС Харківського міськвиконкому. Надалі (до 1994) працював на різних посадах у підрозділах карного розшуку відділів внутрішніх справ Червонозаводського та Московського райвиконкомів м. Харкова, УВС Харківської області.
З 1995 по 1998 роки — перший заступник начальника УМВС України в Луганській області — начальник управління по боротьбі з організованою злочинністю.
З 1998 по 2001 роки обіймав посади начальника відділу, заступника начальника управління, начальника управління карного розшуку УМВС України в Дніпропетровській області.
У 2001–2004 роках — перший заступник начальника, начальник Головного управління карного розшуку (згодом — Департаменту карного розшуку) МВС України.
У 2004–2005 роках працював проректором Київського юридичного інституту МВС України, радником Посольства України в Російській Федерації.
З лютого до грудня 2005 року — начальник УМВС України в Дніпропетровській області.
З грудня 2005 року — заступник Міністра внутрішніх справ України — начальник кримінальної міліції.
З вересня до грудня 2006 року — перший заступник Міністра внутрішніх справ України.
Грудень 2007 — березень 2010 — заступник Міністра внутрішніх справ України — начальник кримінальної міліції.
З 5 березня 2014 року — перший заступник Міністра внутрішніх справ України.
16 серпня 2014 прес-служба націоналістичної організації «Правий сектор» поставила ультиматум Президентові України в якому вимагає звільнити «московського ставленика» генерала Євдокимова, або бійці підуть на Київ.
Того ж дня правому сектору повідомили, що Євдокимов уже понад 2 тижні звільнений.